# Pankow-Süd
Pankow-Süd ist eine Ortslage im Berliner Ortsteil Pankow des gleichnamigen Bezirks. Auf der Fläche von 302,9 Hektar leben rund 31.000 Einwohner (Stand 31. Dezember 2006). Das entspricht einer Bevölkerungsdichte von 10.234 Einwohnern je km².

## Lage
Pankow-Süd umfasst die Gebiete von Pankow südlich der Gleisanlagen der Stettiner Bahn. Es bildet ein eigenständiges Bebauungsgebiet zwischen dem historischen Ortskern im Norden, der mit Niederschönhausen eine bauliche Einheit bildet, und den angrenzenden Wohngebieten vom Prenzlauer Berg mit Mietskasernen aus der Gründerzeit des 19. Jahrhunderts.
Das Gebiet wird im Osten von der Prenzlauer Promenade begrenzt, die hier die Bundesstraße 109 darstellt. Im Süden bildet die Wisbyer Straße, ein Teilstück des Berliner Innenstadtrings, und die Straße Esplanade die Grenze. Im Nordwesten ist die parallel zu den Gleisanlagen verlaufende Dolomitenstraße der Abschluss.

## Geschichte
Zwischen der Stadt Berlin und den Dörfern Pankow und Heinersdorf gelegen, bildete das Gebiet bis zum Ende des 19. Jahrhunderts eine von wichtigen Verbindungsstraßen durchzogene Feldmark. Neben einigen bürgerlichen Wohnhäusern entstanden große Ausflugslokale, die auf den Besuch von Berliner Gästen eingerichtet waren. Eines der bekanntesten war das „Feldschlößchen“, in dem 1895 in Deutschland die erste Filmvorführung durch die Brüder Skladanowsky stattfand. Die bauliche Expansion der damaligen Reichshauptstadt endete an den südlichen Randgebieten mit dem Beginn des Ersten Weltkriegs. Nachdem Pankow durch das Groß-Berlin-Gesetz 1920 Teil von Berlin wurde, waren die vorher am Rande liegenden Flächen nunmehr zentral gelegen und damit für Investoren interessant. Es entstanden mehrere Wohngebiete wie das Tiroler Viertel, das Kissingenviertel und das Wohngebiet um die Elsa-Brändström-Straße. Daneben wurden auf vielen Flächen Kleingartenanlagen für die Bewohner von Prenzlauer Berg angelegt. Diese wurden im Zuge von Baumaßnahmen ab Ende der 1970er Jahre abgerissen und es entstanden zeitgemäße Mehrgeschossgebäude in Plattenbauweise.
Koordinaten: 52° 34′ N, 13° 25′ O